# Аріберт Гайманн
Аріберт Гайманн (нім. Aribert Heymann, 9 грудня 1898 — 1946) — німецький хокеїст на траві.
Бронзовий призер Олімпійських Ігор 1928 року.